# ゆびきり

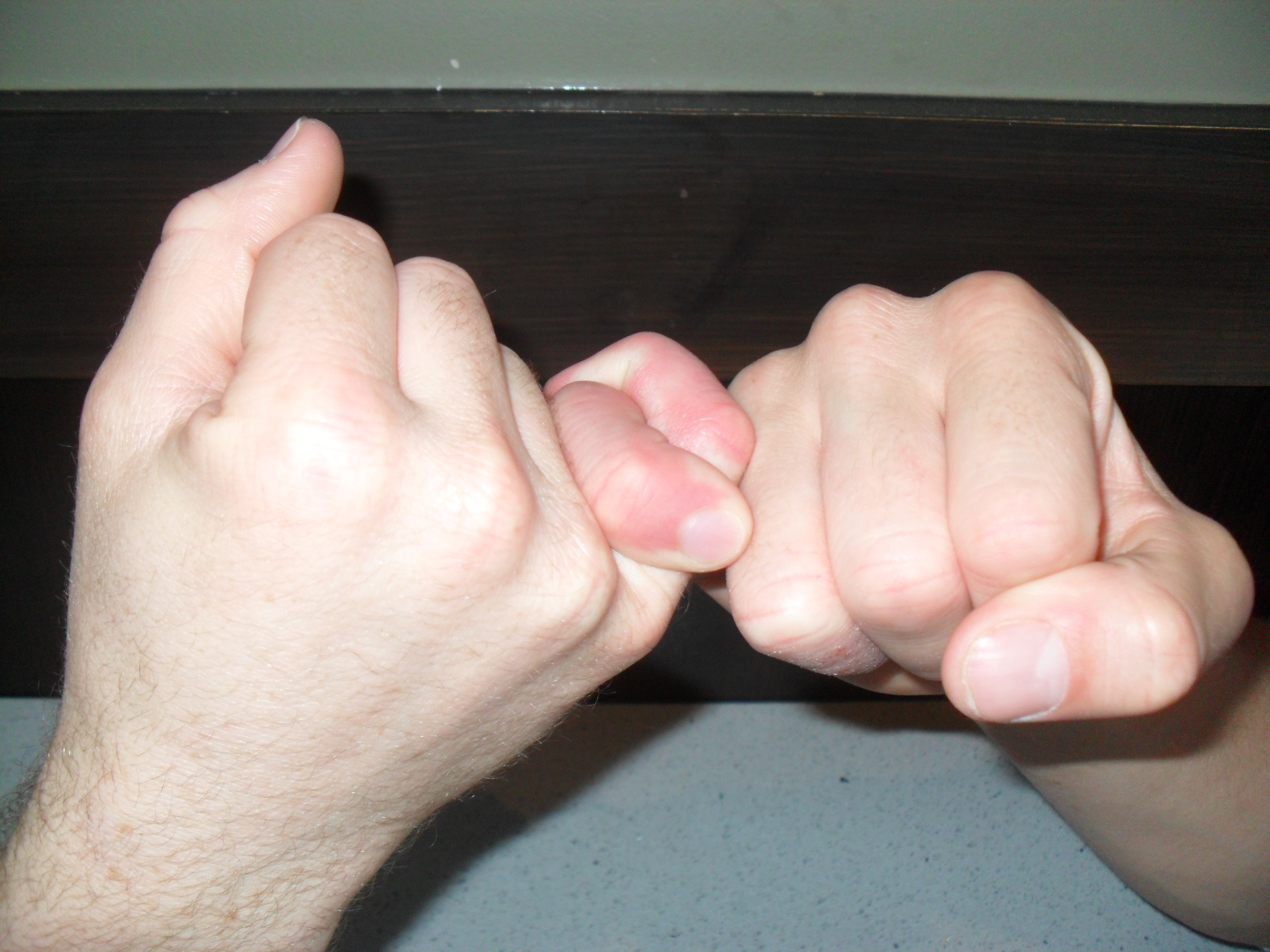
ゆびきり

ゆびきり（指切、指切り）は、近世以降の日本において、約束の厳守を誓うために行われる、大衆の風習。
フック状に曲げた小指を互いに引っ掛け合い、以下の唱えごとを共に唱えて意思を確認し合う。
唱えごとは、約束を違えたときに課される名目上の罰であるまじないの言葉である。「拳万（げんまん）」は「握り拳（にぎりこぶし）で1万回殴る」、「針千本呑ます」は（「ハリセンボンを呑ませる」ではなく）、「裁縫針を1000本呑ませる」という意味であり、このまじない言葉は地方によって異なる（後述）。また「指切り」の語自体も地方によって違っている。

## 起源

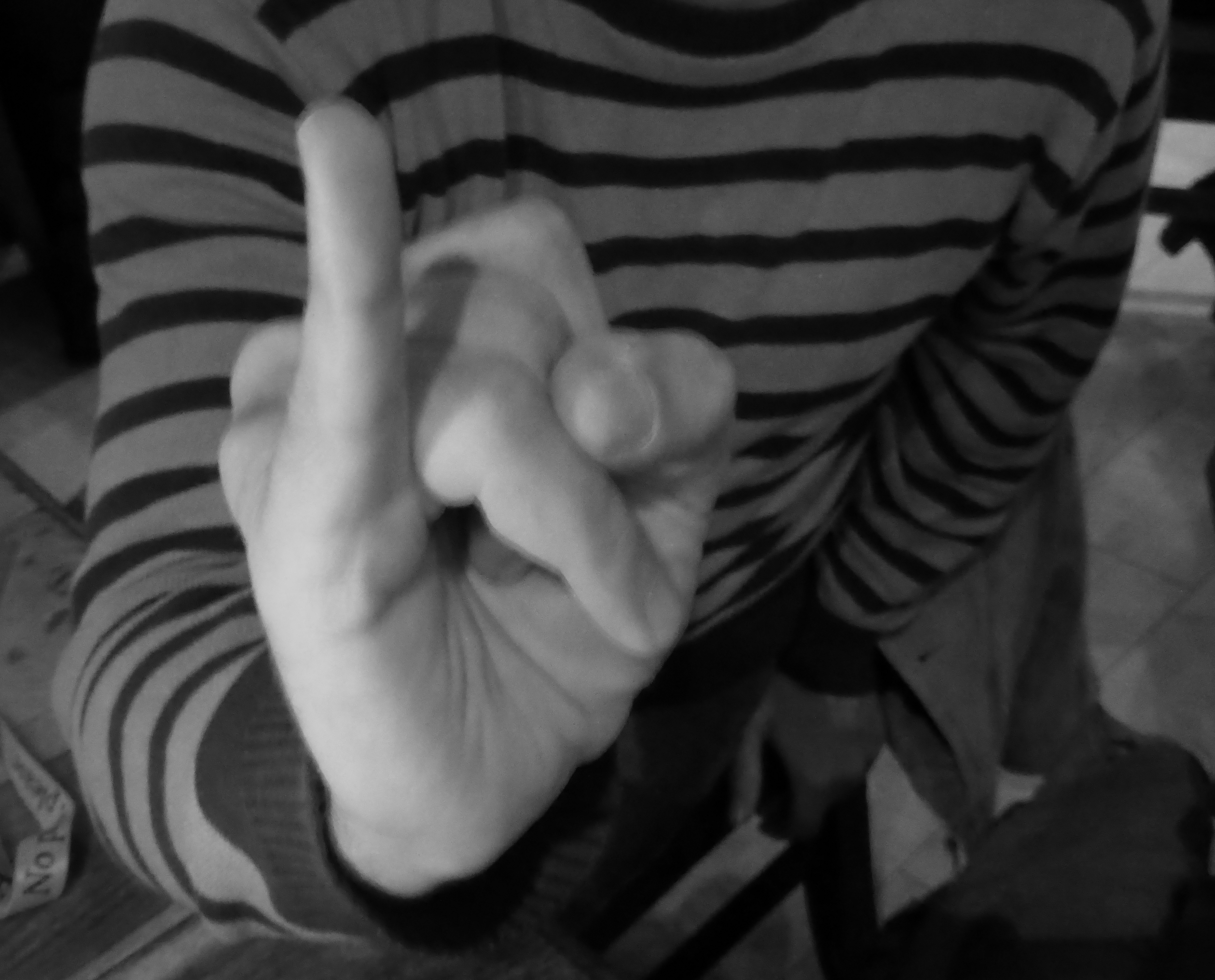
小指を立てた状態

平安時代の検非違使庁によって罪人に対し腕を切り落とす断手刑が実施されており、対して指を切り落とす指切りは鎌倉時代初期には味方討ちをした御家人もこれを科した記録があった。この指切り罰は江戸時代初期まで盗人、撰銭令違反者、キリスト教徒へ科刑した資料が散見されている。なお、江戸時代に入ると指切りの法制自体に記述はないが、「指詰め」の形で私刑として存続したようである。
他に、室町幕府が永正9年（1512年）8月に定めた『撰銭令』の条例（令自体は永正2年に発布）には、違反した者は、「男は頸（くび）をきり、女は指をきらるべし」との肉体刑を記している。12世紀末の『吾妻鏡』には、戦時中、御方討（味方討ち・同士討ち）をしてしまった者は、「指切の刑」に処されたことが記述されている。

### 遊女
かつて遊女が男に対し相愛誓約の証として、自らの小指または髪を切り渡したり、腕などに男の名を入れ墨することがあり、これを「指切髪切り入れ黒子」と称した。天和3年（1683年）の世継曾我には「自らも十郎様とは新造の昔より、馴染を重ね参らせて、ゆびきりかみ切いれぼくろ」の記述がある。また、この行為を特に心中立てとも称した。

### 博徒
江戸時代の遊女が行った心中立てと同じく、「以後隠すことなく元に戻らない決意の証」を示す指切りとして小指を切り取ることはやくざの間では処罰の方法として行われた。

### ローマ帝国
石井良助によれば、ローマ帝国のローマ人やゲルマン人の間で使われたラテン語による口頭契約の一種に「promissio」があり、これは「pro」が『前に』、「mittre」が『置く』の意味で、問答に際して当事者同士が互いに右手を伸ばして握手したことに由来したことに触れ、ところ転じて日本においては契約の形式をあまり問題にしなかったものの、指切りのみはその形式のまれにあたるもので、古くは指のことを手と称したこともあり、つまり指切りはすなわち手切りであり、それが訛って今日に言うところの『契り（手切り＝ちぎり）』、契約の意味に転じたと言われる。

## 差異
「拳万」の語は元は関東地方の児童語で、まじない言葉自体が地方によって様々であり、他の文言としては
- 東京都：「指切り、かまきり、嘘いうものは、地獄の釜へぽったりしょ」[6]
- 神奈川県：「指切りげんまん、嘘ついたら針千本飲ます」[6]
- 愛知県：「いびきり、いびきり、3年過ぎたら、乳から下へくされよ」[6]

などが存在した。

## 世界の指切
- ローマ帝国では二者が互いに右手で握手することを口頭契約の証とした[2]。
- ベトナムでは人差し指で指切りを行う。
- アメリカでは19世紀からpinky swearとして辞書に載っているのが確認されている[8]。